# Benjamin Bonneville

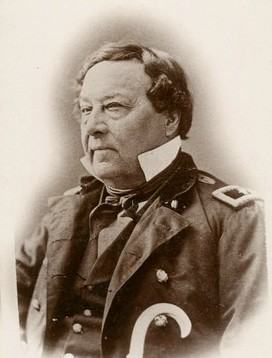
Benjamin Bonneville (aufgenommen zwischen 1861 und 1865)

Benjamin Louis Eulalie de Bonneville (* 14. April 1796 in Paris, Frankreich; † 12. Juni 1878 in Fort Smith, Arkansas) war ein in Frankreich geborener US-amerikanischer Offizier und Pionier des amerikanischen Westens. Er erkundete Abschnitte des Oregon Trails und kartierte als Erster Teile des Nordwestens der Vereinigten Staaten.

## Biografie
Bonneville wurde 1796 in oder in der Nähe von Paris, Frankreich, als Sohn des französischen Verlegers Nicholas Bonneville und seiner Frau Marguerite Brazier geboren. 1803, als er sieben Jahre alt war, zog seine Familie in die Vereinigten Staaten; ihre Überfahrt wurde von Thomas Paine bezahlt. Paine hatte in Frankreich bei den Bonnevilles gewohnt und war Pate von Benjamin und seinen beiden Brüdern Louis und Thomas. In seinem Testament hinterließ Paine den Großteil seines Nachlasses Marguerite, die sich bis zu seinem Tod im Jahr 1809 um ihn gekümmert hatte. Das Erbe umfasste 40,5 Hektar seiner Farm in New Rochelle im US-Bundesstaat New York, auf der sie gelebt hatten; damit konnte sie für ihre Söhne und deren Erziehung sorgen.
1813 ging Bonneville an die United States Military Academy in West Point (New York). Nach nur zwei Jahren schloss er sein Studium ab und wurde als Brevet-Unterleutnant der leichten Artillerie einberufen. Zu Beginn seiner Karriere diente er in Neuengland, in Mississippi und in Fort Smith im Arkansas-Territorium. 1824 kam er nach Fort Gibson im Indianerterritorium und wurde zum Captain befördert. Auf einer Reise nach Frankreich war er Gast von General Lafayette. Nach seiner Rückkehr aus Frankreich wurde er 1828 in die Jefferson Barracks in Missouri versetzt.
Während seines Aufenthalts in Missouri wurde Bonneville unter anderem von den Schriften Hall J. Kelleys angeregt, sich an der Erforschung des amerikanischen Westens zu beteiligen. Dazu beantragte er bei General Alexander Macomb eine Beurlaubung vom Militärdienst. Als Begründung führte er an, wertvolle Aufklärungsarbeit bei den amerikanischen Ureinwohnern im Oregon Country durchführen zu können; die Besitzverhältnisse dieses Gebietes waren zu jener Zeit umstritten, es wurde weitgehend von der Hudson’s Bay Company kontrolliert. Macomb gewährte Bonneville einen 26-monatigen Urlaub von August 1831 bis Oktober 1833 und wies ihn an, alle Informationen zu sammeln, die für die Regierung nützlich sein könnten. Die Ausgaben für die Expedition wurden von privaten Spendern bezahlt, darunter John Jacob Astor.

## Expedition von 1832
Am 1. Mai 1832 startete die Expedition mit 110 Männern, darunter Nathaniel Jarvis Wyeth und Joseph R. Walker, in Fort Osage am Missouri River, zog am Platte River entlang und als erster Planwagentreck über den South Pass. Sie erreichten den Green River im August und errichteten einen Handelsposten, den sie „Fort Bonneville“ nannten. Die Mountain Men nannten es „Fort Nonsense“; es wurde nie für den Handel verwendet.
Im Frühjahr 1833 erkundete Bonneville Snake und Salmon River im heutigen Idaho und erreichte schließlich Fort Nez Percé. Er schickte auch eine Gruppe von Männern unter Joe Walker aus, den Großen Salzsee zu erkunden und einen Weg nach Kalifornien zu finden. Walker entdeckte eine Route entlang des Humboldt River durch das heutige Nevada und überquerte nördlich des Yosemite Valley die Sierra Nevada. Die Route wurde später als California Trail bekannt, der Hauptweg für die Einwanderer zu den Goldfeldern während des kalifornischen Goldrausches.
Die Hudson’s Bay Company verbot ihren Händlern, Geschäfte mit Bonneville und seinen Männern zu machen. Bonneville berichtete, dass viele der amerikanischen Ureinwohner, denen er im Snake River begegnete, auch nicht bereit waren, der Hudson’s Bay Company durch Handel mit den Amerikanern zu missfallen.
Im Sommer 1833 wagte sich Bonneville in die Wind River Range im heutigen Wyoming, um mit den Shoshonen Handel zu treiben. Zu diesem Zeitpunkt wurde ihm klar, dass er nicht wie geplant bis Oktober nach Osten zurückkehren konnte. Er schrieb einen langen Brief an General Macomb, in dem er einige seiner Ergebnisse zusammenfasste und um mehr Zeit bat, insbesondere um den Columbia River und Teile des Südwestens vor seiner Rückkehr zu erkunden.

## Vorstöße nach Oregon 1834

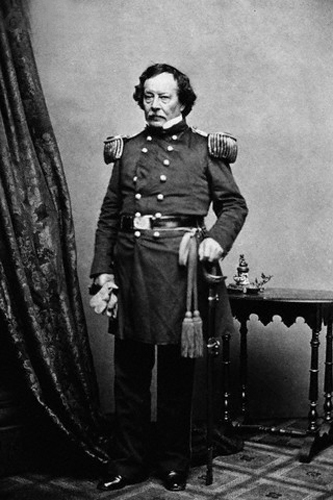
Benjamin Louis Eulalie de Bonneville (in den 1850er oder 1860 Jahren)

Nachdem sie den frühen Winter in Fort Bonneville verbracht hatten, machte Bonneville sich im Januar 1834 auf den Weg nach Westen mit dem Ziel, das Willamette Valley in Oregon zu erreichen. Am 4. März 1834 erreichten sie Fort Nez Percé, den Außenposten der Hudson’s Bay Company am Zusammenfluss des Walla Walla River mit dem Columbia. Da die Hudson’s Bay Company sich jedoch nach wie vor weigerte, mit Bonneville Geschäfte zu machen, kehrten Bonneville und seine Männer mit leeren Händen nach Idaho zurück und schlugen ihr Lager am Portneuf River auf.
Im Juli unternahm er eine zweite Reise nach Westen, fest entschlossen, mit der Hudson’s Bay Company Handel zu treiben. Auch dieses Mal ohne Erfolg, brach er die Mission ab und kehrte nach Osten zurück. Er verbrachte den Winter 1834–35 bei den Shoshonen am oberen Bear River und begann im April 1835 die Rückreise nach Missouri. Er erreichte Independence im August und stellte fest, dass sein Brief mit der Bitte um Verlängerung der Mission zwar eingetroffen war, aber nicht an Macomb weitergegeben worden war. Inzwischen war seine Einstellung beim Militär aufgehoben worden.

## Washington Irving
Bonneville reiste nach Osten in der Hoffnung, seine Einstellung zurückerhalten zu können. Auf dem Weg nach Washington, D.C. machte er in New York City Halt, wo er von seinem Gönner John Jacob Astor empfangen wurde. Während ihres Aufenthalts bei Astor traf Bonneville den Schriftsteller Washington Irving. Bonneville unterhielt Irving mit Geschichten über seine Abenteuer, die Bonneville in ein Buch aufnehmen wollte, an dem er arbeitete.
Ein oder zwei Monate später besuchte Irving Bonneville erneut in Washington. Bonneville hatte Schwierigkeiten beim Aufschreiben seiner Erlebnisse. Die beiden einigten sich darauf, dass Bonneville für die Summe von 1000 Dollar seine Karten und Notizen Irving übergeben würde, damit dieser sie als Grundlage für sein drittes „Western“-Buch verwenden könnte. Das Ergebnis war The Adventures of Captain Bonneville, das 1837 veröffentlicht wurde.

## Späteres Leben
Anfang 1836 erreichte Bonneville seine Wiedereinstellung in die Army. In den folgenden Jahren erhielt er Aufgaben an der Westgrenze in Fort Kearny im Nebraska-Territorium und im New-Mexico-Territorium in Fort Fillmore, wo er 1855 Kommandeur des dritten Infanterieregiments wurde. Er diente auch im Mexikanisch-Amerikanischen Krieg und nahm an der Veracruz-Kampagne und der Besetzung von Mexiko-Stadt teil. 1855 wurde er zum Oberst des 3. Infanterieregiments befördert und befehligte zweimal das Department of New Mexico.
Bonneville zog sich 1861 aus dem aktiven Dienst zurück, wurde aber bald während des Sezessionskriegs in den Dienst zurückgerufen. Bei Kriegsende wurde er zu Ehren seiner langen und herausragenden Karriere zum Brigadegeneral gekürt. 1866 zog er sich ein zweites Mal zurück und zog nach Fort Smith in Arkansas, wo er seine zweite Ehe mit der 22-jährigen Sue Neis einging. Seine erste Frau und ihre gemeinsame Tochter waren beide verstorben.
Bonneville starb 1878 im Alter von 82 Jahren in seinem Farmhaus in Fort Smith, Arkansas. Er ist auf dem Bellefontaine Cemetery in St. Louis, Missouri, begraben.

## Nachwirkung
Nach Benjamin Bonneville sind unter anderem benannt:
- Booneville (Arkansas), mit veränderter Schreibweise des Namens Bonneville
- Bonneville County, Idaho
- Bonneville Salt Flats, Utah
- Lake Bonneville, ehemaliger See im Großen Becken
- Bonneville Slide, Erdrutsch am Columbia River
- Bonneville Peak in der Portneuf Range, Idaho
- Bonneville Dam im Columbia River
- Pontiac Bonneville, ehemaliges Automodell von General Motors
- Triumph Bonneville, ehemalige Motorradbaureihe von Triumph Motorcycles
- Bonneville International, ein Radio- und Fernsehsender der Kirche Jesu Christi der Heiligen der Letzten Tage
- Bonneville (Marskrater)